# Nicolai Ghiaurov
Nicolai Ghiaurov (eller Nikolai Gjaurov, bulgariska: Николай Гяуров), född 13 september 1929 i Velingrad i Bulgarien, död 2 juni 2004 i Modena i Italien, var en bulgarisk operasångare, och en av efterkrigstidens mest berömda bassångare. Han var beundrad för sin kraftfulla, storartade röst, och var särskilt förknippad med roller av Verdi. Ghiaurov gifte sig med den italienska sopranen Mirella Freni 1978. De två sångarna uppträdde ofta tillsammans. De bodde i Modena i Italien fram till Ghiaurovs död i hjärtattack 2004.

## Biografi
Ghiaurov föddes i den lilla bergstaden Velingrad i södra Bulgarien. Som barn lärde han sig spela fiol, piano och klarinett. Han inledde sina musikaliska studier vid den bulgariska statens konservatorium 1949 under professor Christo Brambarov. Från 1950 till 1955 studerade han vid Moskvas konservatorium.
Hans karriär inleddes 1955 när han vann en internationell sångtävling i Paris och den femte världsungdomsfestivalen i Prag. Ghiaurov gjorde sin operadebut 1955 som Don Basilio i Rossinis Barberaren i Sevilla i Sofia i Ungern. Han debuterade i Italien 1957 i Teatro comunale i Bologna, innan han startade sin internationella karriär med sin tolkning av Varlaam i operan Boris Godunov på La Scala 1959. 1962 debuterade Ghiaurov på Covent Garden som Padre Guardiano i Verdis Ödets makt och sitt första framträdande i Salzburg i Verdis Requiem under Herbert von Karajan.
Ghiaurov delade scen för första gången med Mirella Freni 1961 i Genua. Hon som Marguerite och han djävulen i Faust av Gounod. De gifte sig 1978 och var bosatta i hennes hemstad Modena. Han gjorde sin amerikadebut i Faust 1963 på operan i Chicago, och kom att göra tolv roller där, inklusive titelrollerna i Musorgskijs Boris Godunov, Massenets Don Quichotte och Boitos Mefistofele.
Han debuterade på Metropolitan Opera den 8 november 1965 som Mephistopheles. Där gjorde han totalt åttioen framträdanden med tio roller, sist den 26 oktober 1996 som Sparafucile i Rigoletto. Under sin karriär har han också uppträtt vid Moskvas Bolsjojteater, i Wiener Staatsoper, Covent Garden, Wienoperan och Parisoperan.
I slutet av 1970-talet Ghiaurov sjöng titelnrollen i den första kompletta stereoinspelningen av Massenets Don Quichotte.
”Han hade ett fantastiskt sånginstrument, och en mycket generös i storlek, varm i klangfärg, mörk i färgen. Han har byggt upp resonansfrekvenserna tonen i hans kommando med generositet, och med särskilda lätta på burnished början.” kommentarer Martin Bernheimer i Ghiaurovs dödsruna i Opera News.

## Utmärkelse
Ghiaurov Peak på ön Livingston i Sydshetlandsöarna i Antarktis är uppkallad efter Nicolai Ghiaurov.

## Album (urval)
- Bellini: I Puritani (Giorgio) Ghiaurov, Sutherland, Pavarotti, Cappuccilli, Covent Gardenoperans kör, London Symphony Orchestra, Bonynge (1974) London/Decca.

- Bellini: La Sonnambula (Rodolfo) Ghiaurov, Sutherland, Pavarotti, Covent Gardenoperans kör, National Philharmonic Orchestra, Bonynge (1980) London/Decca.

- Boito: Mefistofele (Mefistofeles)
  - Ghiaurov, Kraus, Tebaldi, Suliotis, Chicagooperans kör och orkester, Sanzogno (live) (oktober 1965) GOP, Ornamenti.
  - Ghiaurov, Bergonzi, Tebaldi, Orchestra and Choir, Gardelli (live) (25 januari 1966) SRO Opera d'oro.
  - Ghiaurov, Pavarotti, Freni, Caballé, Londonoperans kör, National Philharmonia Orchestra, London, de Fabritiis (1980, 1982) London/Decca.

- Borodin: Furst Igor (Kontchak) Ghiaurov, Martinovich, Evstatieva, Milcheva, Kaludov, Ghiuselev, Sofiaoperans kör, Sofias festivalorkester, Tchakarov (1990) Sony Classical.

- Cherubini: Medea (Médée) (Creone) Ghiaurov, Callas, Tosini, Simionato, Vickers, La Scalaoperans orkester och kör, Schippers (italienska) (live) (14 december 1961) Arkadia.

- Donizetti: La favorita (La Favorite) (Balthasar) Ghiaurov, Cossotto, Pavarotti, Cotrubas, Bacquier, Orchestra e Coro del Teatro Comunale di Bologna, Bonynge (italienska) (live) 1974–77 London/Decca Opera d'oro.

- Donizetti: Lucia di Lammermoor (Raimondo) Ghiaurov, Sutherland, Pavarotti, Milnes, Orchestra and Choir of the Royal Opera House, Bonynge 1971 London/Decca.

- Gounod: Faust (Mefistofeles)
  - Ghiaurov, Corelli, Sutherland, Massard, Elkins, Ambrosian Opera Choir, Choir of Highgate School, London Symphony. Orchestra, Bonynge (1966) London/Decca (Grand Opera).
  - Ghiaurov, Raimondi, Freni, Massard, Alva, La Scalaoperans orkester och kör, Prêtre (live) (16 februari 1967) Melodram.
  - Ghiaurov, Kraus, Scotto, Saccomani, dal Piva, NHK Choir and Orchestra, Ethuin (live) (9 september 1973) Standing Room Only.
  - Ghiaurov, Domingo, Freni, Allen, Command, Parisoperans kör och orkester, Prêtre 1978 Angel EMI.

- Massenet: Don Quichotte (Don Quijote) Ghiaurov, Crespin, Bacquier, Choir et Orchestra de la Suisse Romande, Kord 1978 London (Grand Opera).

- Massenet: Le Roi de Lahore (Indra) Ghiaurov, Sutherland, Milnes, Lima, National Philharmonia Orchestra, Bonynge 1979 London/Decca.

- Meyerbeer: Hugenotterna (Saint-Bris) Ghiaurov, Sutherland, Simionato, Cossotto, Corelli, Tozzi, La Scalaoperans orkester och kör, Gavazzeni (italienska) (live) 1962 (May 28) GOP, Melodram, Nuova Era.

- Mozart: Don Giovanni (Don Giovanni)
  - Ghiaurov, Watson, Gedda, Crass, Ludwig, Berry, Freni, New Philharmonia Orchestra and Choir, Klemperer 1966 Angel, EMI.
  - Ghiaurov, Janowitz, Kraus, von Halem, Zylis-Gara, Evans, Freni, Wiener Staatsopernchor, Wiener Philharmonikerna, Karajan (live) (1 augusti 1969) Arkadia, Memories, Nuova Era.
  - Ghiaurov, Janowitz, Burrows, von Halem, Zylis-Gara, Evans, Miljakovic, Wiener Staatsopernchor, Wiener Philharmonikerna Orchestra, Karajan (live) 1970 Arkadia.
  - Ghiaurov, Janowitz, Kraus, Petkov, Jurinac, Bruscantini, Miljakovic, Orchestra e Coro della RAI di Roma, Giulini (live) (12 maj 1970) Arkadia Melodram Hunt, Rodolphe, Opera d'Oro.

- Musorgskij: Boris Godunov (Boris)
  - Ghiaurov, Ghiuselev, Dobrianowa, Uzunov, Diakov, Wiener Staatsopernchor, Wiener Symphony Orchestra, Karajan (arranged version by Rimskij-Korsakov) (live) (26 juli 1964) Arkadia, Hunt Productions.
  - Ghiaurov, Maslennikov, Jurinac, Borg, Diakov, Wiener Staatsopernchor, Wienerfilharmonikerna, Karajan (arrangerad version av Rimskij-Korsakov) (live) 1966 Nuova, Opera d'Oro.
  - Ghiaurov, Spiess, Vishnevskaya, Talvela, Diakov, Sofia Radio Choir, Wiener Staatsopernchor, Wiener Phil. Orchestra, Karajan (arranged version by Rimskij-Korsakov) 1970 London/Decca.
  - Ghiaurov, Svetlev, Mineva, Ghiuselev, Petkov, Sofia National Opera Choir, Sofia Festival Orchestra, Tchakarov (1871–72 revision) 1986 Sony Classical.

- Musorgskij: Khovanshchina (Yvan)
  - Ghiaurov, Siepi, Cossotto, Luchetti, Spiess, Orchestra e Coro di Roma della RAI, Leskovich (sung italienska) (re-orchestrated version av Sjostakovitj) (live) (10 november 1973) Bella Voce Opera d'Oro.
  - Ghiaurov, Ghiuselev, Milcheva, Gadjev, Kaludov, Sofia National Opera Choir and Orchestra, Tchakarov (re-orchestrated version by Shostakovich) 1986 Sony Classical.

- Ponchielli: La gioconda (Alvise) Ghiaurov, Caballé, Baltsa, Pavarotti, Milnes, Hodgson, London Opera Choir, National Philharmonic Orchestra, Bartoletti 1980 London/Decca.

- Puccini: La Bohème (Colline) Ghiaurov, Freni, Pavarotti, Panerai, Harwood, Maffeo, Choir der Deutschen Oper, Berliner Phil., Karajan 1972 London/Decca.

- Puccini: Turandot (Timur) Ghiaurov, Sutherland, Pavarotti, Caballé, John Alldis Choir, Philharmonia Orchestra of London, Mehta, 1972 London/Decca.

- Rossini: Guglielmo Tell (Kessler) Ghiaurov, Milnes, Pavarotti, Freni, D. Jones, E. Connell, van Allan, NPO, Chailly 1979 Decca.

- Rossini: Barberaren i Sevilla (Basilio)
  - Ghiaurov, Berganza, Benelli, Ausensi, Corena, Orchestra e Coro del Teatro Rossini di Napoli, Varviso 1964 London/Decca.
  - Ghiaurov, Cossotto, Alva, Bruscantini, Badioli, La Scalaoperans orkester och kör, Santini (live) (20 januari 1964) Pantheon.

- Rossini: Mosè (Moïse et Pharaon) (Mosè) Ghiaurov, Petri, Zylis-Gara, Verrett, Lane Orchestra e Coro della RAI di Roma, Sawallisch (italienska) (live) (11 april 1968) Rodolphe Productions.

- Tjajkovskij: Eugen Onegin (Gremin) Ghiaurov, Weikl, Kubiak, Reynolds, Hamari, Burrows, Choir John Alldis, Orchestra of the Royal Opera House, Solti 1974 London/Decca.

- Verdi: Aida (Ramfis)
  - Ghiaurov, Arroyo, Domingo, Cossotto, Cappuccilli, La Scalaoperans orkester och kör, Abbado (live) (10 april 1972) Myto Records.
  - Ghiaurov, Caballé, Domingo, Cossotto, Cappuccilli, Royal Opera Choir, New Philharmonia Orchestra, Muti 1974 Angel.
  - Ghiaurov, Ricciarelli, Domingo, Obraztsova, Nucci, La Scalaoperans orkester och kör, Abbado 1981 DG.

- Verdi: Attila (Attila)
  - Ghiaurov, Mittelmann, Gencer, Luchetti, Orchestra e Coro del Teatro Comunale di Firenze, Muti (live) (december 1972) Foyer.
  - Ghiaurov, Cappuccilli, Orlandi-Malaspina, Luchetti, La Scalaoperans orkester och kör, Patané (live) 1975 Golden Age of Opera.
  - Ghiaurov, Cappuccilli, Zampieri, Visconti, Chor und Orchester der Wiener Staatsoper, Sinopoli (live) 1980 Gala.

- Verdi: Don Carlo (Filip II)
  - Ghiaurov, Bergonzi, Tebaldi, Fischer-Dieskau, Bumbry, Talvela, Choir and Orchestra of Covent Garden, Solti (5 aktsversionen från 1886, italienska) 1965 London/Decca.
  - Ghiaurov, Corelli, Kabaivanska, Quilico, Dominguez, Ghiuselev, Orchestra and Choir of the Hartford Opera Association, Guadagno (reviderad version på italienska, 4 akter) (live) 1966 Melodram Connaisseur.
  - Ghiaurov, Prevedi, Gencer, Bruscantini, Cossotto, Roni, Orchestra e coro dell'Opera di Roma, Previtali (5 aktsversionen från 1886, italienska) (live) (24 april 1968) Melodram.
  - Ghiaurov, Prevedi, Malaspina, Cappuccilli, Cossotto, Talvela, La Scalaoperans orkester och kör (reviderad version på italienska, 4 akter) (live) (7 december 1968) Claque, Melodram, Opera d'Oro.
  - Ghiaurov, Prevedi, Zylis-Gara, Cappuccilli, Cossotto, Petkov, Orchestra Sinfonica e Coro di Roma della RAI, Schippers (reviderad version på italienska, 4 akter) (live) (10 juni 1969) Memories.
  - Ghiaurov, Domingo, Malaspina, Cappuccilli, Verrett, Talvela, La Scalaoperans orkester och kör, Abbado (reviderad version på italienska, 4 akter) (live) 1970 Hunt.
  - Ghiaurov, Corelli, Janowitz, Wächter, Verrett, Talvela, Wiener Staatsopernchor, Wiener Phil. Orchestra, Stein (reviderad version på italienska, 4 akter) (live) (25 oktober 1970) Rodolphe.
  - Ghiaurov, Luchetti, Ricciarelli, Cappuccilli, Cossotto, Casarini, Orchestra e Coro del Teatro La Fenice, Prêtre (franska originalversionen, sjungen på italienska) (live) (20 november 1973) Great Opera Performances.
  - Ghiaurov, Carreras, Freni, Cappuccilli, Baltsa, Raimondi, Choir der Deutschen Oper, Berliner Phil., Karajan (reviderad version på italienska, 4 akter) 1978 Angel, EMI.
  - Ghiaurov, Carreras, Freni, Cappuccilli, Nesterenko, La Scalaoperans orkester och kör, Abbado (reviderad version på italienska, 4 akter) (live) 1977 Myto.
- Verdi: Don Carlos (L'inquisiteur) Ghiaurov, Domingo, Ricciarelli, Raimondi, Nucci, Valentini-Terrani, La Scalaoperans orkester och kör, Abbado (franska originalversionen) 1983–84 DG.

- Verdi: Ernani (Silva)
  - Ghiaurov, Domingo, Kabaivanska, Meliciani, La Scalaoperans orkester och kör, Votto (live) (7 december 1969) Arkadia, Melodram, Hunt, Myto.
  - Ghiaurov, Domingo, Freni, Bruson, La Scalaoperans orkester och kör, Muti (live) (december 1982) Angel, EMI.

- Verdi: Ödets makt (fader Guardiano) Ghiaurov, Carreras, Caballé, Cappuccilli, Nave, La Scalaoperans orkester och kör, Patané (live) (10 juni 1978) Legato Classics.

- Verdi: Macbeth (Banco)
  - Ghiaurov, Suliotis, Fischer-Dieskau, Pavarotti, Ambrosian Opera Choir, London Philharmonia Orchestra, Gardelli 1970 Decca.
  - Ghiaurov, Verrett, Cappuccilli, Tagliavini, La Scalaoperans orkester och kör, Abbado (live) 1975 Opera d'Oro.
  - Ghiaurov, Verrett, Cappuccilli, Domingo, La Scalaoperans orkester och kör, Abbado 1976 DG.

- Verdi: Nebukadnessar (Zaccaria)
  - Ghiaurov, Guelfi, Suliotis, Raimondi, Lane, La Scalaoperans orkester och kör, Gavazzeni (live) (7 december 1966) Foyer, Nuova Era, Opera d'Oro.
  - Ghiaurov, Manuguerra, Scotto, Luchetti, Obraztsova, Ambrosian Choir, Orchestra Philharmonia of London, Muti 1977–78 Angel, EMI.

- Verdi: Simon Boccanegra (Fiesco)
  - Ghiaurov, Cappuccilli, Freni, Gianni Raimondi, La Scalaoperans orkester och kör, Abbado (live) 1972 Foyer, Opera d'Oro.
  - Ghiaurov, Cappuccilli, Freni, Carreras, van Dam, Foiani, La Scalaoperans orkester och kör, Abbado 1976 DG.

- Verdi: Messa da Requiem/Quattro Pezzi Sacri [Verdi] (basstämman) Ghiaurov, Schwarzkopf, Ludwig, Gedda, Philharmonia Orchestra of London, Giulini 1963 EMI Classics.

- Verdi: Rigoletto (Sparafucile)
  - Ghiaurov, Cappuccilli, Cotrubas, Domingo, Ghiaurov, Obraztsova, Moll, Wiener Philharmoniker, Giulini 1979 DG.
  - Ghiaurov, Pavarotti, Nucci, Anderson, Verrett, Antonacci, de Carolis, Teatro Comunale di Bologna, Chailly 1989 Decca.

- Verdi: Trubaduren (Ferrando) Ghiaurov, Pavarotti, Sutherland, Horne, Wixell, London Choir, National Philharmonia Orchestra, Bonynge 1975 London/Decca.

- Evening with Nicolai Ghiaurov (Variety) Opera d'Oro, urval från Don Giovanni, Mosè in Egitto, Nabucco, Don Carlo, Faust och Boris Godunov (live).

- Great Scenes from Verdi (Variety) Ghiaurov, London Symphony Orchestra, Abbado Decca.

- Nicolai Ghiaurov (Variety) urval från Don Giovanni, Faust, Manon, Huguenotterna, La Jolie Fille de Perth (Bizet), Carmen, A Life for the Tsar, The Demon, Iolanta, Furst Igor, Sadko, Boris Godunov, Eugen Onegin och Aleko, London Symphony Orchestra, Sir Edward Downes Decca.